# بين بروسارد
بين بروسارد (بالإنجليزية: Ben Broussard)‏ هو لاعب كرة قاعدة أمريكي، ولد في 24 سبتمبر 1976 في بومونت في الولايات المتحدة.

## وصلات خارجية
- الموقع الرسمي
- بين بروسارد على موقع دوري كرة القاعدة الرئيسي (الإنجليزية)
- بين بروسارد على موقعبيزبول رفرنس.كوم (الدوري الرئيسي) (الإنجليزية)
- بين بروسارد على موقعبيزبول رفرنس.كوم (الدوري الثانوي) (الإنجليزية)
- بين بروسارد على موقع إي إس بي إن.كوم (أم.أل.بي) (الإنجليزية)
- بين بروسارد على موقع مشجعي الرسوم البيانية (الإنجليزية)